# Christopher Scarver
Christopher J. Scarver, född 6 juli 1969, är en amerikansk mördare som dödade seriemördaren, nekrofilen och kannibalen Jeffrey L. Dahmer på Columbia Correctional Institute i Portage, Wisconsin 1994.
Samtidigt dödade han även mördaren Jesse Anderson (1957–1994).
Christopher Scarver påstod att han mördade Dahmer på uppdrag från Gud. Jeffrey Dahmer hade mördat 17 unga män och sedan styckat kropparna och i vissa fall ätit upp delar av kropparna.